# Laurențiu Mironescu
Laurențiu Mironescu (n. 24 martie 1968, Constanța) este un politician român, membru PD, fost deputat în Parlamentului României în legislatura 2004-2008. Din ianuarie 2011, Laurențiu Mironescu a fost secretar general al Ministerului Administrației și Internelor.
A absolvit Liceul de matematică fizică Mircea cel Bătrân din Constanța în 1986 și Institutul de Marină Civilă în 1991. Între 1991 și 1997 efectuează serviciu la bordul navelor maritime comerciale în calitate de ofițer maritim punte III, II, căpitan maritim secund, iar din 1997 Comandant de cursă lungă. În 1999, după o scurtă perioadă la Inspectoratul Navigației Civile, este numit director general al Companiei Naționale Administrația Porturilor Maritime Constanța.
În perioada 2001 - 2002 urmează programul de master în științe în transporturi și management maritim al Universității Anvers, Belgia, ca bursier al statului flamand.
Din 2002 până în 2011 este director al Centrului de perfecționare al marinei civile Constanța, cu excepția perioadei 2004 - 2008 când reprezintă județul Constanța în Parlamentul României pe listele PD, devenit ulterior PDL.
În 15 mai 2010 este ales președinte al Ligii Navale Române. În 2025 au fost publicate date importante despre veniturile și propietățile funciare ale lui Laurențiu Mironescu.